# Садки (Кременецкий район)
Садки (укр. Садки) — село в Великодедеркальской сельской общине Кременецкого района Тернопольской области Украины.
До 2020 года входило в Шумский район.
Почтовый индекс — 47143. Телефонный код — 3558.

## Население
Население по переписи 2001 года составляло 575 человек.

### Языковой состав
Родной язык населения по данным переписи 2001 года:
| Язык       | Численность, чел. | Доля     |
| ---------- | ----------------- | -------- |
| Украинский | 573               | 99,65 %  |
| Другое     | 2                 | 0,35 %   |
| Итого      | 575               | 100,00 % |